# Emilie de Morsier
Emilie de Morsier (* 31. Oktober 1843 in Vernier; † 13. Januar 1896 in Paris; heimatberechtigt in Genf) war eine Schweizer Schriftstellerin und Frauenrechtlerin.

## Leben
Emilie De Morsier war eine Tochter von Louis Naville, Maire von Vernier, und Anne Todd. Im Jahr 1864 heiratete sie Gustave de Morsier, Bankier. Nachdem Morsier sich 1868 in Paris niedergelassen hatte, wirkte sie während des Kriegs von 1870 bis 1871 als Krankenschwester in einem Zentrum für homöopathische Pflege. 
Im Jahr 1867 wurde sie Mitglied der Internationalen Liga für Frieden und Freiheit sowie 1870 der Société pour l'arbitrage entre les Nations. Im Jahr 1875 trat sie dem Exekutivkomitee der Fédération britannique et continentale pour l'abolition de la prostitution réglementée bei. Sie gründete im Jahr 1879 eine französische Gesellschaft gleichen Ziels. Von 1887 bis 1896 präsidierte sie den Verwaltungsrat des Hilfswerks Œuvre des libérées de Saint-Lazare. Dieses wollte die Wiedereingliederung von weiblichen Häftlingen verbessern. Morsier war auch Autorin des Werks La mission de la femme, erschienen 1879.